# 降落伞技术
降落伞缝合术（英語：Parachute Technique），又称降落伞技术，是一种用于连接两条血管或其他管状结构的外科缝合技术。在缝合的视线受到限制的情况下，如腎臟移植和血管重建，这种技术尤其重要。降落伞缝合术的缝合方式是允许外科醫生将移植物或血管“空降”到需要缝合的位置，从而确保更开放、准确的缝合位置以及最大限度地减少对血管的意外损伤。
在外科手術中，降落伞缝合术主要用于加强血管或其他管状结构的连接，如肾移植、动脉重建和微血管吻合。该技术有助于保持管腔通畅，防止后壁咬合，确保缝合位置准确，同时避免血管边缘皱缩。该技术已經成功应用于心血管外科和显微外科等多个外科领域。